# Sundhedsministeriet (Rusland)
Sundhedsministeriet i den Russiske Føderation (russisk: Министерство здравоохранения Российской Федерации, forkortes russisk: Миниздрав России, tr. Minzdrav Rossii) er et ministerium i Ruslands regering, med hovedkvarter i Moskva. Pr. 2020, er Mikhail Albertovitj Murashko minister.